# 內亞馬遜高鱂
內亞馬遜高鱂，為輻鰭魚綱鯉齒目鰕鱂亞目溪鱂科的其中一種，為熱帶淡水魚，分布於南美洲巴西Parnaíba河流域，體長可達3.6公分，棲息在季節性的水塘，生活習性不明。

## 擴展閱讀
維基物種上的相關：內亞馬遜高鱂